# 箕面市

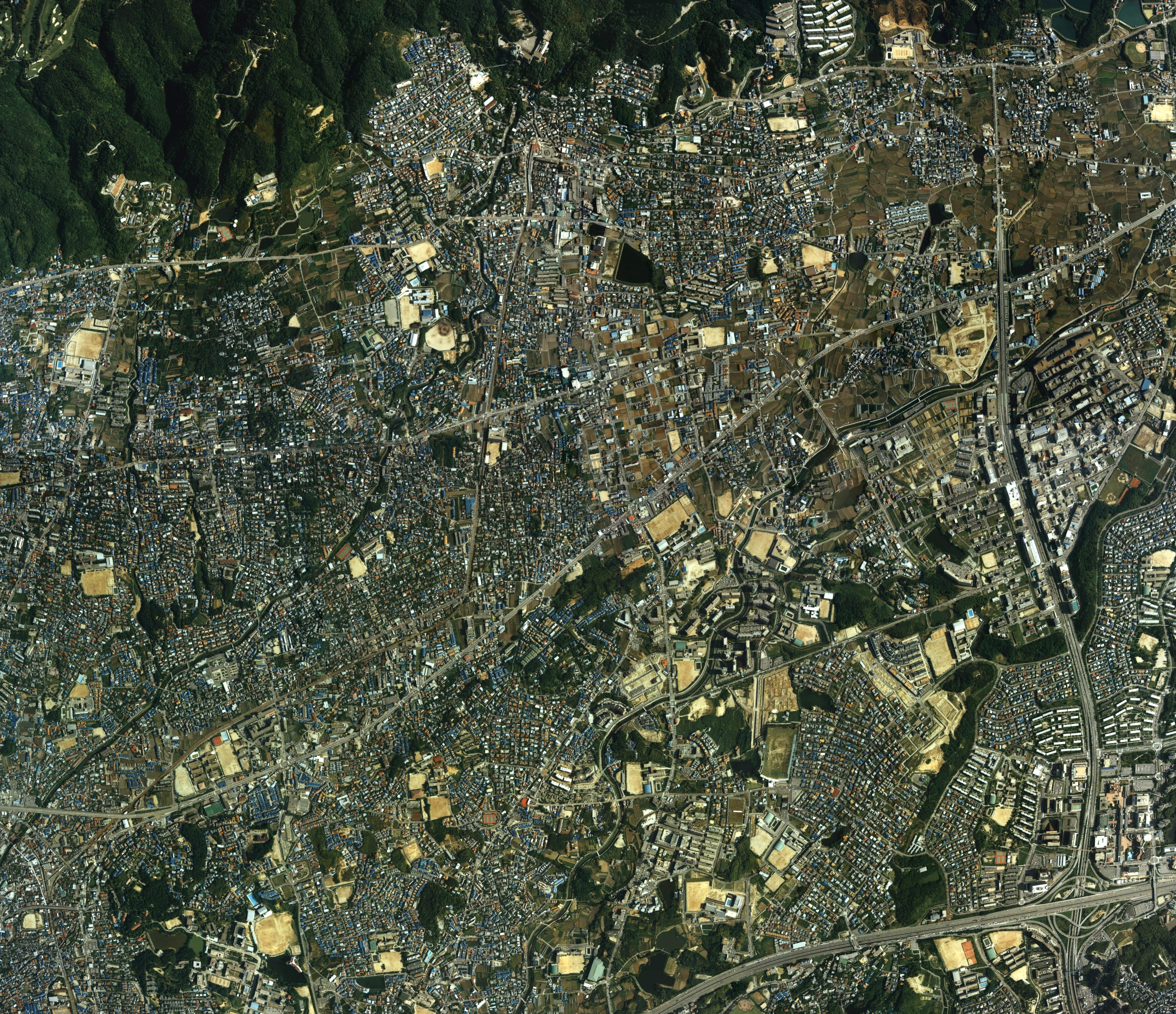
箕面市中心部周辺の空中写真。1985年撮影の8枚を合成作成。。

箕面市（みのおし）は、大阪府の北摂豊能地域に位置する市。1956年（昭和31年）市制施行。
本項では発足時の名称である箕面村（みのおむら）、市制前の名称である箕面町（みのおちょう）についても述べる。
市は正式なローマ字表記を「Minoh city」としているが、道路標識や駅名標等では「Minō」や「Mino-o」などと表記されることもある（後述）。大阪近辺以外の人には「みのも」、「みのめん」等と読まれる難読の地名である。

## 地理
南部には高級な住宅地が広がっており、市の人口のほとんどはこの南部に集まっている。大阪都市圏のベッドタウンとして発展してきた。
西南部は旧来の市街地・住宅地が広がり、市の東南部は新興住宅地が広がる。現在、国際文化公園都市（彩都）の西部地区の開発が進められており、箕面市域側の開発は本格化している。なお、彩都粟生北および彩都粟生南4丁目～7丁目は、徒歩でも公式には部外者通行禁止となっている大阪大学箕面キャンパス（旧大阪外国語大学）内を通らない限り茨木市域を通過する必要がある事実上の飛び地となっていた。この状態は2016年1月の彩都トンネル開通で大阪府道4号と接続されたことにより、解消されている。
西南部には箕面川が南西方向に流れ、それに並行して阪急電鉄箕面線が走っている。中南部を千里川が西方向に、東南部を勝尾寺川が東方向に流れる。

中部から北部にかけては山間地で、箕面滝、勝尾寺、瀧安寺などの観光名所や箕面川ダムなどがあり、明治の森箕面国定公園として保全されている。
北部には、止々呂美（とどろみ）に集落があるが、市の南部とは山に阻まれているため地域的に一体とはなっていなかった。2007年5月30日に、止々呂美と箕面新都心を結ぶ箕面グリーンロード（箕面有料道路）が完成し、市の南部や、大阪都心へのアクセスが便利になった。また、これと連動して、水と緑の健康都市（箕面森町）の建設が進められており、2007年10月1日にまちびらきが行われた。
市域は、池田市・豊中市・吹田市・茨木市・豊能郡豊能町・兵庫県川西市と接する。

## 歴史
古くから修験道の道場であった。勝尾寺、瀧安寺、延喜式内大社である阿比太神社や為那都比古神社などがある。また、西国街道が横断しており、瀬川には宿場がおかれた。1921年（大正10年）には岸本汽船社長・岸本兼太郎によって箕面住宅地・（旧）箕面学園の開発が始まった。

### 行政区画の変遷
- 1889年（明治22年）4月1日 - 町村制の施行により、豊島郡西小路村・牧落村・半町村・瀬川村・新稲村・平尾村・桜村の区域をもって箕面村が発足。大字西小路に村役場を設置。
- 1896年（明治29年）4月1日 - 郡の統廃合により、所属郡が豊能郡に変更。
- 1948年（昭和23年）1月1日 - 町制を施行して箕面町となる。
- 1948年（昭和23年）8月1日 - 豊能郡箕面町・萱野村・止々呂美村が合併し、改めて箕面町が発足。
- 1952年（昭和27年） - 大字平尾を箕面に改称。
- 1956年（昭和31年）12月1日 - 三島郡豊川村を編入のうえ、市制を施行して箕面市となる。大阪府下24番目の市。
- 1956年（昭和31年）12月25日 - 粟生岩阪・宿久庄・清水・道祖本のそれぞれ全域および粟生間谷・小野原のそれぞれ一部を茨木市に編入。
- 1957年（昭和32年） - 茨木市粟生間谷を箕面市に再編入。
- 1999年（平成11年）2月1日 - 茨木市粟生岩阪の一部を箕面市に再編入。

### 行政の歴史
- 前市長は倉田哲郎。2008年8月27日就任。当時、全国で最年少の市長であった。
- 2006年12月1日に市制施行50周年を迎えた。
- 合併前の三島郡豊川村が笹川良一の出身地だった縁から、豊能郡箕面町と共同で、1954年から箕面豊能競艇組合として狭山池で競艇事業を開始し、1956年以後現在に至るまで大阪市住之江区の住之江競艇場を主催し、ボートピア梅田を運営している。2004年には箕面市競艇施行50周年を迎えた。公営競技のトップリーダである。
- 指定金融機関は三井住友銀行。
- 2004年に、内閣総理大臣から認定された市費負担教職員任用特区は、実施に要する予算が、2004年と2005年の2年連続で議会によって削除修正されたため、実現できなかった。
- 2006年3月29日箕面市議会は、市長藤沢純一に対し、拘束力のない辞職勧告決議を可決した。市長と議会の対立の構図は2008年8月の藤沢の市長選落選まで続いた。
- 2006年11月30日に、大阪高等裁判所から控訴審で、住民基本台帳ネットワークについて、住民基本台帳から原告の住民票コードを削除するよう命じる判決があった。市長（当時）の藤沢純一は、2006年12月7日に箕面市議会で上告の断念を表明した。反住基ネット等の住基ネットに反対する団体から「英断を支持する」との声明が発表された一方、松田隆利総務事務次官と大阪府総務部長は、それぞれ「全国共通の本人確認ができるシステムとして、全国の地方公共団体が連携して統一的に運用しているものであり、その観点から最高裁による判断を求めるべきものと考えている。箕面市の上告断念は遺憾だ」とコメントしている。2006年12月28日から2007年3月30日までの間、「平成18年度箕面市一般会計予算」の予備費の充当により、江澤義典関西大学教授、秋田仁志弁護士、園田寿弁護士・甲南大学法科大学院教授、黒田充自治体情報政策研究所代表による住民基本台帳ネットワークシステム検討専門員が設置され、原告の住民票コードの削除方法、原告以外の住民からの削除要求への対応が調査された。2007年3月5日に原告らの呼びかけに応じた市民8人から個人情報保護条例に基づき住民票コードの削除が請求され、藤沢は「当惑している」と報道された。2007年3月7日の専門員合議で、原告の住民票の職権消除と、住基ネットの選択制が検討されていることが報道され、2007年3月30日開催された専門員合議において、原告以外からの削除要求についても受け入れ、全国初の「選択制」を導入するよう市長に答申がなされた。2007年9月6日大阪府知事齊藤房江から、住民基本台帳法31条第2項の規定により、箕面市長に対し、「住民票コードを削除すること、すなわち住民票コードの記載を住民の選択に委ねることについては、住民基本台帳法7条13号の規定に違反するものである。」「現に区域内に住所を有する住民の住民票を、改製と称して職権で消除することは、住民基本台帳法3条1項及び8条に違反するものである。さらに、府知事に対し、職権で消除した旨を住民基本台帳ネットワークシステムにより通知するとともに、本人確認情報から住民票コードを削除したものを文書により通知することは、住民基本台帳法第30条の5第1項及び2項に違反する。」「住民基本台帳事務を適正に執行するよう法31条第2項の規定により勧告する」と3項目の勧告がされた。
- 2006年12月22日、箕面市議会は、大阪高等裁判所判決受け入れを含め、災害対策の放棄、行政改革・行政運営の停滞、公約破棄、議会と執行機関との敵対関係を煽る行動などの政治責任を問うとして、藤沢純一市長に対する不信任決議が提出されたが、賛成が自由民主党、公明党、民主党などの15人、反対が日本共産党と無所属クラブ、市民元気クラブなどの8人で、賛成が出席議員の4分の3に達せず、否決された。
- 2006年11月24日から12月24日にかけて、無防備都市宣言を直接請求で条例化しようという署名運動が、箕面市平和のまち条例をつくる会（請求代表者：中井多賀宏）の主導のもと行われ、有権者の50分の1以上という要件である2035人（平成18年箕面市選挙管理委員会告示第50号による）を満たす4264人（平成19年箕面市選挙管理委員会告示第3号による）の署名がされた。この結果、2007年2月5日、無防備都市宣言をすることなどが盛り込まれた「箕面市平和のまち条例」を制定するよう、藤沢純一市長に対して請求された。2007年2月20日開会の箕面市議会に対し、市長の賛成意見書を付して提案された。3月26日無所属クラブ、市民元気クラブの賛成、自民同友会、公明党、民主市民クラブ及び共産党の反対で採決の結果、原案否決された。
- 2007年10月1日現在、大阪大学、大阪青山大学、大阪青山短期大学、千里金蘭大学と包括協定を締結している。なお、大阪外国語大学とも包括協定を締結。

## 行政

### 市長

#### 現職市長
- 原田亮（1期目）
- 任期：2024年8月27日 - 2028年8月26日

#### 歴代市長
| 代    | 氏名       | 就任年月日    | 退任年月日    | 備考                   |
| ----- | ---------- | ------------- | ------------- | ---------------------- |
| 初-3  | 若林義孝   | 1956年4月29日 | 1965年7月31日 | 辞職                   |
| 4-5   | 黒山宣雄   | 1965年9月12日 | 1973年9月11日 |                        |
| 6-10  | 中井武兵衛 | 1973年9月12日 | 1993年9月11日 |                        |
| 11-12 | 橋本卓     | 1993年9月12日 | 2000年7月31日 | 健康上の理由により辞職 |
| 13    | 梶田功     | 2000年8月27日 | 2004年8月26日 |                        |
| 14    | 藤沢純一   | 2004年8月27日 | 2008年8月26日 |                        |
| 15-17 | 倉田哲郎   | 2008年8月27日 | 2020年8月26日 |                        |
| 18    | 上島一彦   | 2020年8月27日 | 2024年8月26日 |                        |
| 19    | 原田亮     | 2024年8月27日 |               | 現職                   |

※歴代市長

### 市役所等
- 豊川支所
  - 箕面市施設再編プロジェクトにより、子育て支援センターを整備するとともに、巨大なプレイルームや食育カフェなど各種子育て支援機能を集約し、2013年4月を目途に東部地域の子育て拠点する構想がある。
- 止々呂美支所（市職員が簡易郵便局業務も行う）

- 箕面市立文化芸能劇場
- 箕面市立船場生涯学習センター
- みのお市民活動センター
- 箕面市立病院
- 箕面市立図書館
  - 中央図書館
  - 東図書館
  - 西南図書館
  - 萱野南図書館
  - 桜ヶ丘図書館
  - 船場図書館（大阪大学附属図書館の外国学図書館と一体運用）
  - 萱野中央人権文化センター図書コーナー
- 箕面市立総合運動場
- 聖苑（葬斎場）

### 警察
- 箕面警察署
  - 粟生間谷交番
  - 小野原交番
  - 萱野交番
  - 桜井交番
  - 桜ケ丘交番
  - 瀬川交番
  - 船場交番
  - 如意谷交番
  - 牧落交番
  - 箕面駅前交番
  - 止々呂美駐在所

### 消防・防災・救急救命
- 箕面市消防本部
  - 箕面市消防署

## 姉妹都市・提携都市

### 日本国外
国際協力都市
- ハット市（英語版）（ニュージーランド国）

1995年7月16日 協力都市提携
国際友好都市
- クエルナバカ市（メキシコ合衆国モレロス州）

2003年10月12日 友好都市提携

### 日本国内
提携都市
- 常滑市（愛知県）

1997年3月27日 災害時相互応援協定締結

## 議会

### 市議会
- 定数：23人（欠員1）[6]
- 任期：4年
- 議長：中嶋三四郎（箕面政友会）[7]
- 副議長：藤田貴支（自由民主党）[8]

| 所属政策会派 | 議席数 | 議員                                                 | 女性議員数 | 女性議員の比率(%) |
| ------------ | ------ | ---------------------------------------------------- | ---------- | ----------------- |
| 大阪維新の会 | 5      | 尾﨑夏樹、神代繁近、武智秀生、桃山 悟、山根ひとみ    | 1          | 20                |
| 箕面政友会   | 5      | 高橋竜馬、内海辰郷、大脇典子、川上加津子、中嶋三四郎 | 2          | 40                |
| 自由民主党   | 4      | 中井博幸、藤田貴支、船瀬泰孝、牧野芳治               | 0          | 0                 |
| 公明党       | 3      | 岡沢聡、楠政則、田中真由美                           | 1          | 33.33             |
| 日本共産党   | 3      | 神田隆生、名手宏樹、村川真実                         | 1          | 33.33             |
| 市民派クラブ | 2      | 中西智子、増田京子                                   | 2          | 100               |
| 計           | 22     |                                                      | 7          | 31.82             |

2023年2月20日現在

### 大阪府議会（箕面市・豊能郡選挙区）
- 定数：1名（2019年選挙まで定数2）
- 任期：2023年4月29日 -

| 氏名   | 会派名                       | 当選回数 | 備考             |
| ------ | ---------------------------- | -------- | ---------------- |
| 堀江優 | 大阪維新の会大阪府議会議員団 | 1        | 元箕面市議会議員 |

### 衆議院
- 選挙区 ： 大阪府第9区（茨木市、箕面市、豊能町、能勢町）
- 任期 ： 2021年（令和3年）10月31日 -

| 議員名   | 党派名       | 当選回数 | 備考   |
| -------- | ------------ | -------- | ------ |
| 足立康史 | 日本維新の会 | 4        | 選挙区 |

## 人口
平成22年国勢調査より前回調査からの人口増減をみると、2.17％増の129,895人であり、増減率は府下43市町村6位、72行政区域中18位。
| |                                        |  |
| 箕面市と全国の年齢別人口分布（2005年） | 箕面市の年齢・男女別人口分布（2005年） |  |
| ■紫色 ― 箕面市 ■緑色 ― 日本全国 | ■青色 ― 男性 ■赤色 ― 女性              |  |
| 箕面市（に相当する地域）の人口の推移 \| 1970年（昭和45年） \| 57,414人 \| \| \| 1975年（昭和50年） \| 79,621人 \| \| \| 1980年（昭和55年） \| 104,112人 \| \| \| 1985年（昭和60年） \| 114,770人 \| \| \| 1990年（平成2年） \| 122,120人 \| \| \| 1995年（平成7年） \| 127,542人 \| \| \| 2000年（平成12年） \| 124,898人 \| \| \| 2005年（平成17年） \| 127,135人 \| \| \| 2010年（平成22年） \| 129,895人 \| \| \| 2015年（平成27年） \| 133,411人 \| \| \| 2020年（令和2年） \| 136,868人 \| \| |                                        |  |
| 総務省統計局 国勢調査より |                                        |  |
| 1970年（昭和45年） | 57,414人                               |  |
| 1975年（昭和50年） | 79,621人                               |  |
| 1980年（昭和55年） | 104,112人                              |  |
| 1985年（昭和60年） | 114,770人                              |  |
| 1990年（平成2年） | 122,120人                              |  |
| 1995年（平成7年） | 127,542人                              |  |
| 2000年（平成12年） | 124,898人                              |  |
| 2005年（平成17年） | 127,135人                              |  |
| 2010年（平成22年） | 129,895人                              |  |
| 2015年（平成27年） | 133,411人                              |  |
| 2020年（令和2年） | 136,868人                              |  |

### 住宅団地
- 桜井 (55,000 坪、1911年（明治44年）-戸建住宅、箕面有馬電気軌道、16〜30 戸、戦前住宅地開発による)
- 桜ヶ丘 (50,000 坪、1922年（大正11年）-戸建住宅、箕面有馬電気軌道、25戸、戦前住宅地開発による)
- 桜ヶ丘 (1936年（昭和11年）-戸建住宅、阪神急行電鉄、戦前住宅地開発による)
- 箕面 (1934年（昭和9年）-戸建住宅、阪神急行電鉄、戦前住宅地開発による)
- 箕面 (1.1ヘクタール、1972年（昭和47年）-1975年、戸建住宅、箕面市開発協会、40戸、民間宅地開発地、開発許可による)
- 箕面（民間宅地開発地・開発許可の共同住宅、大阪観光、250戸、2.2ヘクタール、1977年（昭和52年）-）
- 箕面（箕面中部土地区画整理事業・公共団体施行、1008戸、29.4ヘクタール、1971年（昭和46年）-1976年）
- 福井小野原 (8.3ヘクタール、1968年（昭和43年）-1969年、戸建住宅、宅地分譲、200戸、公社住宅、一団地の準造成による）
- 外院 (13.1ヘクタール、1969年（昭和44年）-1977年、戸建住宅、兼松江商、285戸、民間宅地開発地、開発許可による)
- 粟生間谷 (7.5ヘクタール、252戸、1970年（昭和45年）-1973年、戸建住宅、有馬興業、民間宅地開発地、住造法による）
- 粟生間谷 (1.0ヘクタール、23戸、1974年（昭和49年）-1977年、戸建住宅、有馬興業、民間宅地開発地、開発許可による)
- 粟生間谷 (26.7ヘクタール、722戸、1970年（昭和45年）-1979年、戸建住宅、阪急電鉄、民間宅地開発地、住造法による）
- 粟生間谷 (1.0ヘクタール、27戸、1976年（昭和51年）-1978年、戸建住宅、阪急電鉄、民間宅地開発地、開発許可による)
- 粟生間谷 (2.9ヘクタール、80戸、1977年（昭和52年）-1979年、戸建住宅、阪急電鉄、民間宅地開発地、開発許可による)
- 粟生外院 (11.5ヘクタール、1968年（昭和43年）-1971年、戸建住宅、阪急電鉄、600戸、民間宅地開発地、住造法による）
- 粟生外院（民間宅地開発地・開発許可の共同住宅、星和地所、220戸、1.2ヘクタール、1980年（昭和55年）-　）
- 新稲 (1.0ヘクタール、1971年（昭和46年）-1973年、戸建住宅、富士住研、78戸、民間宅地開発地、開発許可による)
- 半町 (1.5ヘクタール、1971年（昭和46年）-1972年、戸建住宅、日商岩井、708戸、民間宅地開発地、開発許可による)
- 粟生新家（民間宅地開発地・開発許可の戸建住宅、玉置産業、155戸、3.5ヘクタール、1973年（昭和48年）-1975年）
- 西宿 (戸建住宅、2.3ヘクタール、1974年（昭和49年）-1977年、箕面市開発協会、90戸、民間宅地開発地、開発許可による)
- 稲（民間宅地開発地・開発許可の戸建住宅、西川建設、40戸、1.0ヘクタール、1970年（昭和45年）-1972年）
- 稲 (戸建住宅92戸、1.1ヘクタール、1975年（昭和50年）-1977年、森本住宅、民間宅地開発地、開発許可による)
- 稲（土地区画整理事業、箕面市土地開発公社施行、86戸、2.5ヘクタール、1975年（昭和50年）-1976年）
- 西坊島 (1.8ヘクタール、1976年（昭和51年）-1977年、戸建住宅、阪急不動産、95戸、民間宅地開発地、開発許可による)
- 今宮 (2.3ヘクタール、1981年（昭和56年）-1982年、戸建住宅、大倉建設、90戸、民間宅地開発地、開発許可による)
- 外院南 (6.5ヘクタール、1982年（昭和57年）-1986年、戸建住宅、阪急電鉄、163戸、民間宅地開発地、開発許可による)
- 箕面小野原 (0.1ヘクタール、1983年（昭和58年）-、集合住宅と戸建混在、分譲、16戸、住宅供給公社住宅、住宅街区整備事業による)
- 箕面府営住宅（公的一般の共同住宅、1中層の耐震型、272戸、2.1ヘクタール、1953年（昭和28年）-　）
- 箕面公社住宅（公的一般の共同住宅、中層の賃貸、440戸、3.1ヘクタール、1961年（昭和36年）-1963年）
- 桜ヶ丘市営住宅1（公的一般の共同住宅、2中層の耐震型、24戸、0.2ヘクタール、1964年（昭和39年）-　）
- 桜ヶ丘市営住宅2（公的一般の共同住宅、2中層の耐震型、24戸、0.4ヘクタール、1987年（昭和62年）-1988年）
- 牧落市営住宅（公的一般の共同住宅、高層賃貸、60戸、0.2ヘクタール、1968年（昭和43年）-1925年）
- 船場繊維団地（土地区画整理事業・非住宅地の宅地開発、大阪船場繊維商卸団地組合施行、2,000戸、73.0ヘクタール、1968年（昭和43年）-1972年）
- 如意谷市営住宅（公的一般の共同住宅、2中層の耐震型、24戸、0.2ヘクタール、1970年（昭和45年）-1973年）
- 箕面如意谷公団住宅（公的一般の共同住宅、中層の分譲、610戸、7.9ヘクタール、1970年（昭和45年）-1972年）
- 箕面粟生公団住宅（公的一般の共同住宅、低中高層の賃貸、2,349戸、19.1ヘクタール、1971年（昭和46年）-1987年）
- 瀬川市営住宅（公的一般の共同住宅、1中層の耐震型、64戸、0.4ヘクタール、1971年（昭和46年）-1973年）
- 新稲（民間宅地開発地・開発許可の戸建住宅、富士住研、78戸、1.0ヘクタール、1971年（昭和46年）-1973年）
- 半町（民間宅地開発地・開発許可の戸建住宅、日商岩井、708戸、1.5ヘクタール、1971年（昭和46年）-1972年）
- 西宿（民間宅地開発地・開発許可の戸建住宅、箕面市開発協会、90戸、2.3ヘクタール、1974年（昭和49年）-1977年）
- 如意谷（民間宅地開発地・開発許可の共同住宅、大京観光、235戸、2.0ヘクタール、1974年（昭和49年）-1976年）
- 北芝市営住宅（公的一般の共同住宅、2中層の耐震型、36戸、0.4ヘクタール、1975年（昭和50年）-1980年）
- 西坊島（民間宅地開発地・開発許可の戸建住宅、阪急不動産、95戸、1.8ヘクタール、1976年（昭和51年）-1977年）
- 芝（民間宅地開発地・開発許可の共同住宅、民間人個人、353戸、2.1ヘクタール、1977年（昭和52年）-1978年）
- 西小路（民間宅地開発地・開発許可の共同住宅、有楽土地、240戸、1.9ヘクタール、1977年（昭和52年）-1978年）
- 小野原（土地区画整理事業・公共団体施行、1,203戸、35.1ヘクタール、1977年（昭和52年）-1985年）
- 小野原（民間宅地開発地・開発許可の共同住宅、阪急電鉄、508戸、20.7ヘクタール、1979年（昭和54年）-1986年）
- 今宮（民間宅地開発地・開発許可の戸建住宅、大倉建設、90戸、2.3ヘクタール、1981年（昭和56年）-1982年）
- 外院南（民間宅地開発地・開発許可の戸建住宅、阪急電鉄、163戸、6.5ヘクタール、1982年（昭和57年）-1986年）
- 箕面小野原公社住宅（住宅街区整備事業、中層の分譲混在、16戸、0.1ヘクタール、1983年（昭和58年）-　）
- グリーンヒル東箕面（公団住宅、公的一般の共同住宅、中層の分譲、220戸、2.3ヘクタール、1983年（昭和58年）-1983年）
- 小野原東公団住宅（区画で宅地分譲と低層分譲混在、1,040戸、30.5ヘクタール、1984年（昭和59年）-1988年）
- 石丸（民間宅地開発地・開発許可の共同住宅、藤和不動産、226戸、4.4ヘクタール、1984年（昭和59年）-1985年）
- 牧落（民間宅地開発地・開発許可の共同住宅、奥村ハウジング、270戸、2.7ヘクタール、1985年（昭和60年）-1986年）
- 箕面桜府営住宅（公的一般の共同住宅、1・2中層の耐震型、54戸、0.7ヘクタール、1987年（昭和62年）-　）
- ルミナス箕面の森（公団住宅、公的一般の共同住宅、高層賃貸分、600戸、12.0ヘクタール、1987年（昭和62年）-1990年）
- 萱野（民間宅地開発地・開発許可の共同住宅、日本航空、100戸、1.1ヘクタール、1988年（昭和63年）-1989年）
- 萱野（萱野第2土地区画整理事業・公共団体施行、521戸、15.2ヘクタール、1977年（昭和52年）-1983年）
- 萱野（萱野第1土地区画整理事業・公共団体施行、259戸、7.6ヘクタール、1983年（昭和58年）-1988年）
- 川鉄ロイヤルヒルズ（民間宅地開発地・開発許可の共同住宅、川鉄商事、93戸、1.3ヘクタール、1988年（昭和63年）-1989年）

## 教育
小学校が13校、中学校が7校ある。敷地を共有しながらも学校としては別々だった止々呂美小・止々呂美中学校は2008年4月から大阪府で初めての施設一体型小中一貫校・箕面市立止々呂美小中一貫校（とどろみの森学園）に改編された。また2011年4月には、彩都地区に施設一体型小中一貫校として箕面市立彩都の丘小学校・中学校（彩都の丘学園）が新設された。なお、箕面自由学園（私立）は敷地の殆どが豊中市宮山町にある(正門と講堂は箕面市桜井）。
- 幼稚園
  - 箕面市立 - かやの幼稚園、せいなん幼稚園、ひじりひがし幼稚園、なか幼稚園、とよかわみなみ幼稚園、とどろみ幼稚園（閉園）
  - 私立 - 粟生幼稚園、アサンプション国際幼稚園、牧落幼稚園、箕面学園附属幼稚園、箕面桜ヶ丘幼稚園、若葉幼稚園、みすず学園森町幼稚園、箕面天使幼稚園（閉園）
- 小中一貫校
  - 箕面市立 - 止々呂美小学校・中学校、彩都の丘小学校・中学校
- 小学校
  - 箕面市立 - 箕面小学校、東小学校、西小学校、西南小学校、南小学校、北小学校、中小学校、萱野小学校、萱野東小学校、萱野北小学校、豊川北小学校、豊川南小学校
  - 私立 - アサンプション国際小学校(※小中高併設)
- 中学校
  - 箕面市立 - 第一中学校、第二中学校、第三中学校、第四中学校、第五中学校、第六中学校
  - 私立 - アサンプション国際中学校(※小中高併設)、関西学院千里国際中等部(※中高併設)
- 高等学校
  - 大阪府立 - 箕面高等学校、箕面東高等学校
  - 私立 - 箕面学園高等学校、アサンプション国際高等学校(※小中高併設)、関西学院千里国際高等部(※中高併設)
- 短期大学
  - 大阪青山大学短期大学部箕面キャンパス（閉校）
  - 宝塚造形芸術大学短期大学部（閉校）
  - 聖母被昇天学院女子短期大学（閉校）
- 大学
  - 大阪大学箕面キャンパス（旧大阪外国語大学）

※2021年4月、旧外大キャンパス（箕面市粟生間谷東）から箕面船場地区の新キャンパスへ移転した。
  - 大阪青山大学箕面キャンパス
- 特別支援学校
  - 大阪府立箕面支援学校
- その他
  - 関西学院大阪インターナショナルスクール

## 経済

### 産業
- 大阪市などの衛星都市・ベッドタウンとしての性格が強い。
- 箕面滝や勝尾寺などの観光産業については、下で別に述べる。
- 中南部の新船場地区には大阪船場繊維卸商団地として繊維問屋の流通施設などが集まっている。しかし、繊維の生産拠点の海外流出のため衰退がみられ、空き施設を建て替えた大型パチンコ店、遊技場やスーパー銭湯の入った施設などが開設されている。
- また、2003年から市域中心部・かやの中央に大規模な商業施設カルフール（イオンマルシェ）を含む、箕面マーケットパーク ヴィソラ（現：みのおキューズモール）が完成し、新たな産業スポットとなっている。当初、若年者の雇用創出を期待されたが、現状としてはパート・アルバイトがメインで安定雇用にはあまり結びついていない。オープン当初は慢性的な交通渋滞を引き起こし、一時問題となった。
- 大阪府北部農業協同組合の本店がある。水田などの農業用地は、宅地や商業施設の開発により年々減少している。
- 市内に本社を置く上場企業は1社 - 日本パワーファスニング

### 金融機関
- 三井住友銀行 箕面支店（箕面）/箕面市役所出張所（西小路）/桜井駅前出張所（桜井）
- りそな銀行 箕面支店（箕面）
- 池田泉州銀行 箕面駅前支店（箕面）/箕面支店（桜井）/小野原支店（小野原東）
- 関西みらい銀行 箕面支店（桜ヶ丘）/箕面中央支店（萱野）/箕面あお出張所（粟生間谷西）
- 北おおさか信用金庫 箕面中央支店（萱野）/箕面東支店（今宮）
- 尼崎信用金庫 箕面支店（桜井）
- 商工組合中央金庫 箕面船場支店（船場東）
- 大阪北部農業協同組合 本店（桜井）/萱野支店（萱野）/豊川支店（粟生新家）

かつては三菱UFJ銀行の店舗（箕面支店）も存在していたが、現在は豊中市の千里中央支店内に移転し、旧支店はATMコーナーとして営業を継続。三井住友銀行の桜井出張所は池田市の石橋支店内に移転し、旧店舗はATMを残して営業を継続。

### 日本郵政グループ
日本郵便株式会社
- 箕面郵便局（箕面） - 集配局。
- 箕面如意谷（にょいだに）郵便局（坊島＝ぼうのしま）
- 箕面瀬川郵便局（瀬川）
- 箕面小野原郵便局（小野原東）　★
- 箕面粟生外院（あおげいん）郵便局（粟生外院）
- 箕面粟生間谷（あおまだに）郵便局（粟生間谷西）　★
- 箕面新稲（にいな）郵便局（新稲）

- 箕面桜ケ丘郵便局（新稲）
- 箕面桜郵便局（桜）
- 箕面桜井郵便局（桜井）　★
- 箕面繊維団地内郵便局（船場東＝せんばひがし）
- 箕面西小路（にししょうじ）郵便局（西小路）
- 止々呂美簡易郵便局（下止々呂美＝しもとどろみ）

ゆうちょ銀行
- 大阪支店 箕面出張所（箕面／箕面郵便局と併設）（ATMはホリデーサービス実施）
- 大阪支店 コープ箕面中央店内出張所（坊島）（ATMのみ／ホリデーサービス実施）
- 大阪支店 阪急オアシス箕面店内出張所（瀬川）（ATMのみ／ホリデーサービス実施）

その他、止々呂美簡易郵便局を除く各郵便局にATMが設置されており、★印の郵便局ではホリデーサービスを実施。
箕面市内の郵便番号は以下の通り。
- 「562-00xx」＝後述以外の地域。箕面郵便局の集配担当。
- 「563-02xx」＝上止々呂美、下止々呂美、森町（しんまち）北、森町中。豊能郵便局（豊能郡豊能町余野）の集配担当。

## 交通

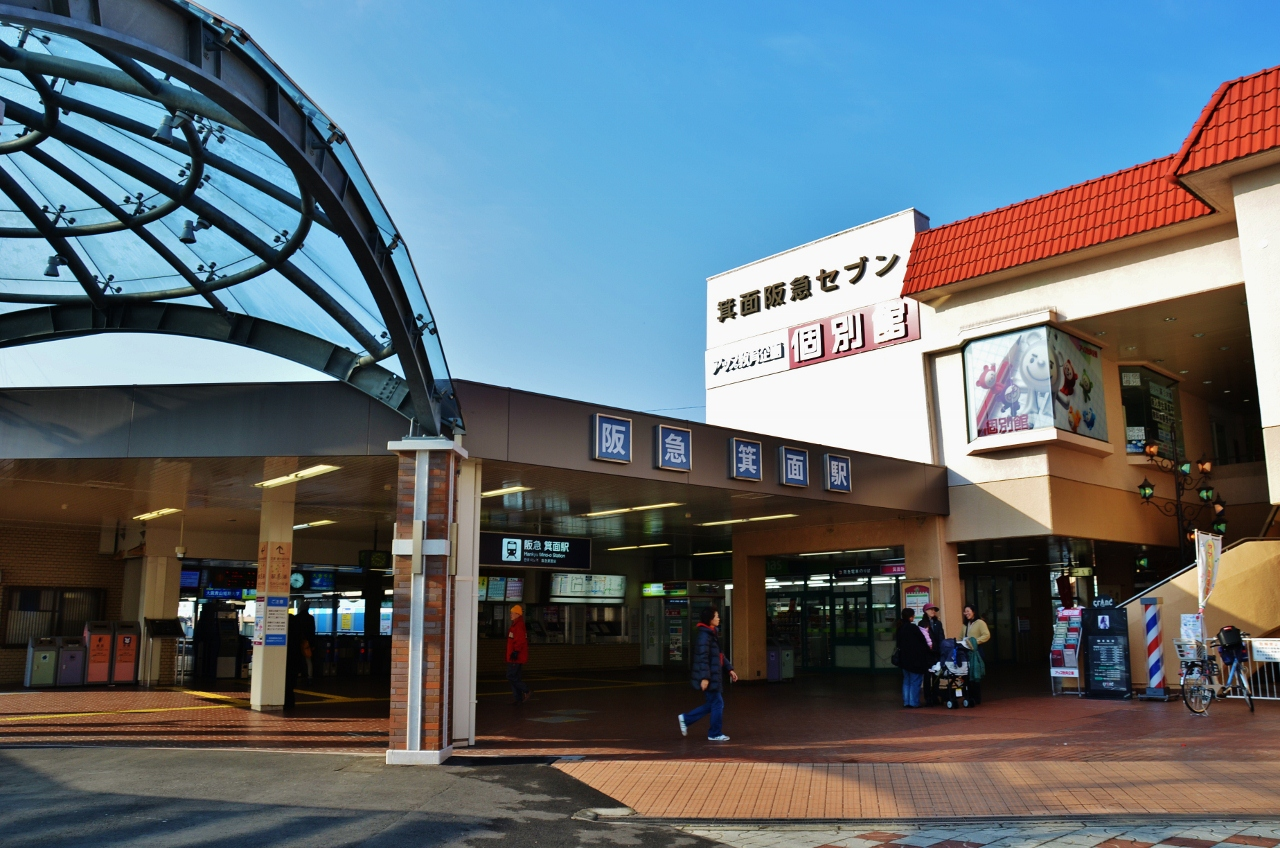
箕面駅

古くから阪急電鉄箕面線（1910年の開業当時は箕面有馬電気軌道）が大阪都心との交通を担っている。
一方、箕面市に接する豊中市に北大阪急行電鉄の千里中央駅、吹田市に阪急電鉄の北千里駅があり、これらの駅から箕面市内との間は阪急バスが輸送を担ってきた。北大阪急行電鉄には終点の千里中央駅から箕面市の新都心として開発が進むかやの中央地区まで延伸させる計画が従来よりあり、2008年に就任した倉田市長が熱心に活動をおこなっていた（北大阪急行電鉄#歴史を参照）。2014年3月31日、延伸に向けた正式な事業化について大阪府・箕面市・北大阪急行電鉄・阪急電鉄の4者で基本的合意を締結し、2017年1月に着工した。2024年3月23日に開業し、箕面市船場東3丁目（新船場北橋東詰付近）に箕面船場阪大前駅、かやの中央地区（西宿1丁目）に箕面萱野駅が、それぞれ設けられた。
また、大阪モノレール彩都線が、箕面市域の豊川地区、粟生間谷地区を通過する経路で国際文化公園都市（彩都西駅）まで延長されている。大阪モノレールの駅は箕面市域には作られていないが、柴原阪大前駅、千里中央駅、豊川駅、彩都西駅などの駅では隣接した箕面市域からの利用客も多い。

### 鉄道
- 阪急電鉄
  -  箕面線：（池田市） - 桜井駅 - 牧落駅 - 箕面駅
- 北大阪急行電鉄
  -  M  南北線：（豊中市） - 箕面船場阪大前駅 - 箕面萱野駅

箕面市役所への最寄りは牧落駅で、市の中心駅は箕面駅である。上記のほかに大阪モノレール彩都線が豊川 - 彩都西間で市内（彩都粟生南付近）を通るが、駅は設置されていない。市内にJR線は通らないがJR茨木駅（茨木市）から阪急バス92系統に乗車して箕面市に行くことが可能である。

### 路線バス
- 阪急バス
  - 主に西部地区が石橋営業所、東部・彩都地区が茨木営業所、止々呂美・箕面森町地区が豊能営業所の管轄となる。箕面森町には豊能営業所傘下の箕面森町出張所が置かれている。
- オレンジゆずるバス（コミュニティバス、2010年9月1日から運行開始、阪急バス茨木営業所に運行委託）

### 道路

#### 高速自動車国道
- E1A 新名神高速道路
  - 箕面とどろみIC

#### 一般国道
- 国道171号：市民からは「いないち」(い＝1、な＝7、いち＝1)で親しまれているが、箕面市内の『稲一丁目』(いないっちょうめ)と誤認されやすい。
- 国道423号（摂丹街道・新御堂筋）・箕面有料道路（大阪府道路公社管理）

#### 主要府道
- 大阪府道1号茨木摂津線
- 大阪府道4号茨木能勢線
- 大阪府道9号箕面池田線
- 大阪府道43号豊中亀岡線

### 空港
隣接する市の豊中市・池田市には大阪国際空港が立地し、箕面市も空港地元自治体の連合である大阪国際空港周辺都市対策協議会（10市協）に入っている。

## 名所旧跡・行事等

### 名所旧跡等
- 明治の森箕面国定公園
  - 箕面滝（日本の滝百選）
  - 勝尾寺
  - 箕面温泉
  - 瀧安寺
  - 西江寺
  - 開成皇子の墓（最勝ヶ峰山頂）
  - 大阪府営箕面公園昆虫館

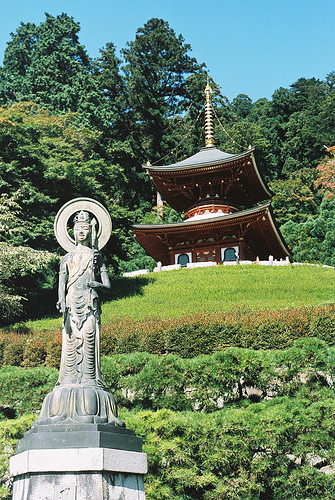
勝尾寺観音菩薩と多宝塔

  - 箕面川ダム（箕面市の治水を語る上で非常に重要なダム）
  - 箕面ビジターセンター
- 萱野三平記念館涓泉亭（討ち入り前に自刃した赤穂浪士の旧居）

### 行事
- 箕面市民マラソン
- 箕面まつり
- 西江寺天狗祭
- 西小路天狗祭
- 松明麦藁祭

## 観光
- 箕面駅（阪急電鉄）から瀧安寺、箕面滝にかけては観光地として発展している。大滝と川沿いの紅葉が観光の目玉であり、野生のニホンザルも有名である。
- 阪急電鉄の観光開発などにより、古くから箕面公園が整備されてきた。阪急電鉄は前身の箕面有馬電気軌道が1907年（明治40年）10月19日の創立に続き、1910年（明治43年）3月10日の開業に当たって本線格の宝塚方面と同時に箕面線を開業するなど、箕面観光には相当力を入れてきた歴史がある。なお、同年には箕面動物園も開業したが1916年（大正5年）に閉園し[13]、1965年（昭和40年）に箕面温泉（後の箕面温泉スパーガーデン）が開業している。
- 勝尾寺は、その名前の由来にもあるように、勝運祈願の寺として受験生などの参拝客を集めている。特に、正月三が日は大変な混雑を見せる。

### 箕面のサル

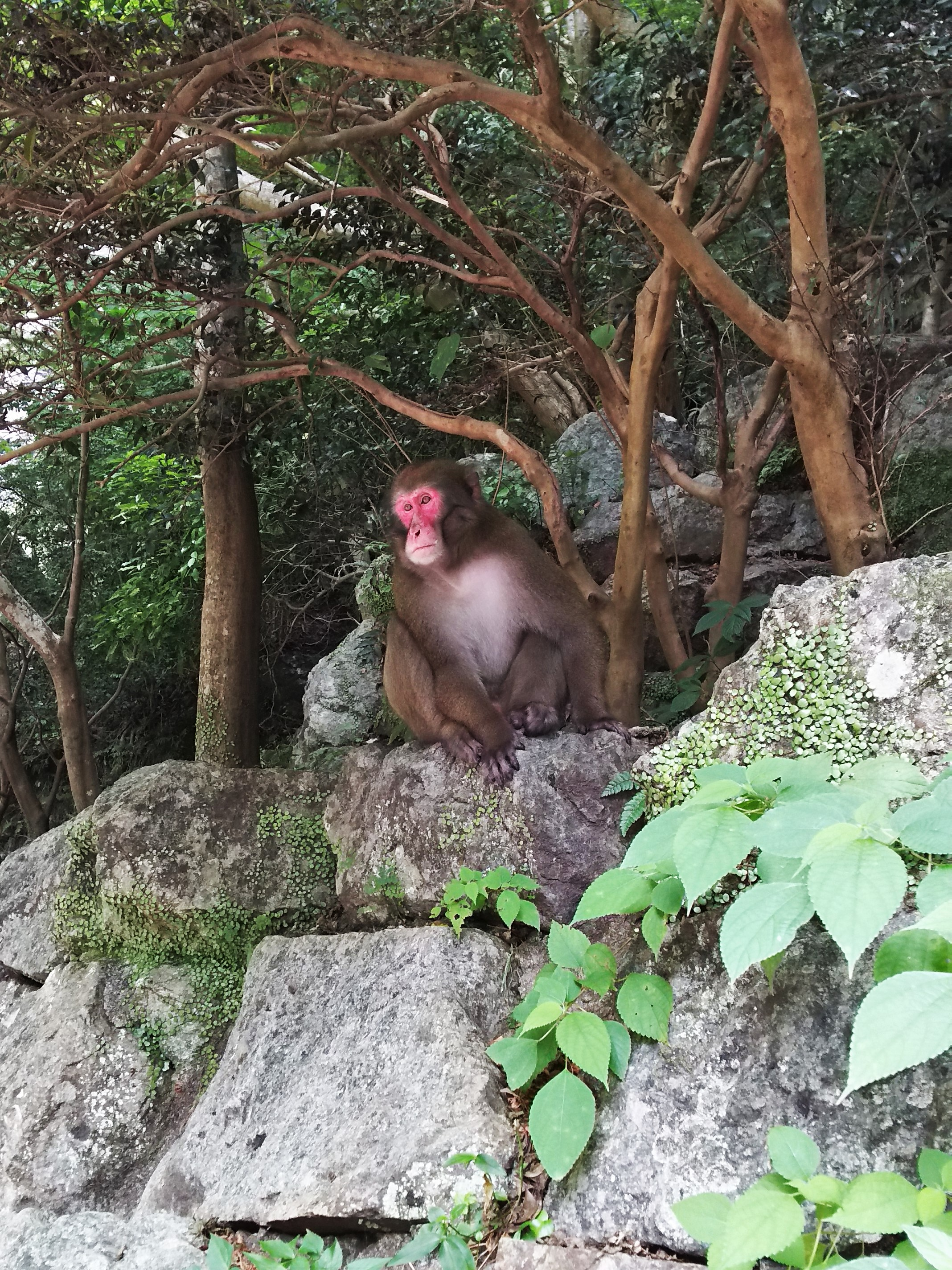
箕面滝付近に出没した野生のニホンザル

1954年に大阪市立大学の川村俊蔵教授が、ニホンザルの餌付けに成功したことからはじまる。1955年5月1日に野猿の「箕面山自然動物園」が開設され、箕面の猿が有名になり、1956年12月28日には、都市部に最も近い野生のニホンザル群の生息地であるということで「箕面山ニホンザル生息地」が国指定の天然記念物として指定された。その後、天然記念物指定当時90頭程度であった頭数も650頭以上に増加。観光客の食べ物を奪い、市街地に出没して民家を荒らし、農作物被害が出るなどした。また、自然動物園で火災が発生したこともあり、1977年4月には箕面山自然動物園は閉鎖され、同年12月には箕面市の方針転換により自然へ還されることとなった。
現在は管理団体である箕面市教育委員会以外の者が餌付けを行うことは文化財保護法、動物愛護法、鳥獣保護法および市の条例（後述）により厳しく禁じられている。大阪大学の協力を得て、頭数規制のためサルを捕獲し、有害鳥獣としての駆除や動物実験での活用のほか、サルに避妊薬を投与するなどの野猿管理事業が展開されている。

#### 餌やり禁止条例
野生本来の生態系を復元することを目的とした「箕面市サル餌やり禁止条例」が制定されている、条例は2010年4月1日から施行された。
主に観光客による餌やりが頻繁に行われた結果、サルが過剰に人慣れしてしまい市街地などにも頻繁な出没によって人間との共生が可能な状況を逸脱していると考えられたことや、自然界と比較して高い栄養摂取が原因の一つとなり出産回数が増加し個体数が過剰となっていた。このため、観光客に対しては餌やりをしないよう協力を求めていたものの一部では守られず、避妊が検討されたものの手間を要することから、禁止措置が検討された。この条例では市の全域において、研究目的など一部の例外を除き野生の猿に餌をやることを禁止し、違反者に対しては勧告や禁止命令のほか1万円以下の過料を科すことができるとした。なお、過料については当初3千円で検討されていたが、パブリックコメントの意見を反映した金額となった。

### もみじのてんぷら
紅葉の名所である箕面ならではの名物が、色づいたモミジの葉に甘い衣をつけて揚げた「もみじのてんぷら」である。大滝から山の麓まで広い範囲でおみやげとして売られ、昔から親しまれている。およそ1300年前修験者の役行者が五香の滝に映える紅葉の美しさに心を動かされ、自然の風味を生かした天ぷらを作り、当地を訪れる人びとをもてなしたのが始まりという。
使用される葉はイロハモミジではなく、食用に栽培された一行寺楓の葉を1年以上塩漬けにして灰汁抜きをしたものである。
ニホンザルにあやかった煎餅「モンちゃんせんべい」もある。

## 地域にゆかりある著名人

### 名誉市民
- 笹川良一 - 政治活動家、社会奉仕活動家、政治家。受賞年は未確認。箕面の滝の歩道に彼の像がある。

### 出身著名人
人格形成期中に当地域から転出した者に【転出】、当地域へ転入してきた者に【転入】の印を付けている。

#### 明治生まれ
- 三島海雲 - 1878年（明治11年）7月2日、大阪府豊島郡下萱野村（現・箕面市萱野）生まれ。実業家（カルピス株式会社創業者）。
- 笹川良一 - 1899年（明治32年）5月4日、大阪府三島郡豊川村小野原（現・箕面市小野原）生まれ。政治活動家、社会奉仕活動家、政治家。箕面市名誉市民。

#### 大正生まれ
- 桂信子 - 1914年（大正3年）- 2004年（平成14年）12月16日。俳人。箕面市に自宅を構え晩年を過ごした[22]。

#### 昭和生まれ
- 小松左京 - 1931年（昭和6年）1月28日、大阪市西区生まれ。箕面市在住。SF作家。
- 竜雷太 - 1940年（昭和15年）1月21日、大阪府豊能郡箕面村（現・箕面市内旧箕面村域〈現・西小路等地域〉）生まれ、京都府舞鶴市育ち。俳優。【転出】
- 木村真 - 1964年（昭和39年）8月30日、箕面市生まれ。豊中市議会議員、市民活動家。
- 西川忠志 - 1968年（昭和43年）4月20日、大阪府堺市生まれ、箕面市育ち。
- 鈴木杏樹 - 1969年（昭和44年）9月23日、兵庫県神戸市生まれ[23]。神戸市・箕面市育ち[24]。女優。【転出】
- 西川弘志 - 1970年（昭和45年）3月1日、大阪府堺市生まれ、箕面市育ち。
- ドン・フジイ - 1970年（昭和45年）7月6日生まれ。プロレスラー。元大相撲力士。
- 畠田理恵（現・羽生理恵） - 1970年（昭和45年）11月10日、箕面市出身。元アイドル歌手。女優。夫は羽生善治。
- 純名里沙 - 1971年（昭和46年）3月15日生まれ。女優。
- 樹里咲穂 - 1971年（昭和46年）10月28日生まれ。女優。
- 魚住りえ - 1972年（昭和47年）3月2日、箕面市生まれ、箕面市および広島県広島市育ち。タレント。【転出】箕面市で育ったのは3歳まで。
- 木村拓哉 - 1972年（昭和47年）11月13日、箕面市生まれ、箕面市および東京都調布市育ち。タレント。俳優。歌手。声優。男性アイドルグループSMAPの全活動期（1988年 - 2016年）のメンバー。
- 西川かの子 - 1974年（昭和49年）7月27日、大阪府堺市生まれ、箕面市育ち。
- 笠原健治 - 1975年（昭和50年）12月6日生まれ。実業家（mixi開設者等）。
- 辻竜太郎 - 1976年（昭和51年）6月8日、箕面市生まれ、箕面市および長野県松本市育ち。野球指導者（NPB所属）、元プロ野球選手（元NPB所属）。【転出】高校進学時に転居。
- THE石原 - 1978年（昭和53年）7月5日生まれ。お笑い芸人
- 並河健 - 1978年（昭和53年）12月26日、箕面市生まれ、箕面市および奈良県奈良市育ち。政治家（天理市長等）。官僚（外交官）。【転出】中学進学時に転居。
- 西堀裕美 - 1980年（昭和55年）9月10日生まれ。NHKアナウンサー。
- 桐山玲奈（旧・小野晴子） - 1981年（昭和56年）2月6日生まれ。ファッションモデル。女優。
- JAY'ED - 1981年（昭和56年）9月16日、ニュージーランド生まれ、ニュージーランド、および、箕面市育ち。歌手。箕面R&B大使。【転入】
- 結城亮二 - 1981年（昭和56年）生まれ。アナウンサー。
- 空さやか - 1983年（昭和58年）8月17日生まれ。歌手（Skyのメンバー）。箕面姉妹デュオ大使。
- 坂東慧 - 1983年(昭和58年)8月19日生まれ。( T-SQUAREのメンバー)。
- 廣田遥 - 1984年（昭和59年）4月11日生まれ。元トランポリン選手。箕面トランポリン大使。
- 夏目三久 - 1984年（昭和59年）8月6日生まれ。元フリーアナウンサー。元日本テレビアナウンサー。
- 北川たつや（北川達也） - 1985年（昭和60年）7月15日、大阪府豊中市生まれ、箕面市育ち。ミュージシャン（LuckDuckのメンバー。同グループは箕面市を拠点に活動。北川は箕面J-POP大使も務める）。【転入】
- 中野サユリ - 1985年（昭和60年）9月20日生まれ。歌手。箕面歌姫大使。
- 空まどか - 1985年（昭和60年）10月27日生まれ。歌手（Skyのメンバー）。箕面姉妹デュオ大使。
- きむ - 1987年（昭和62年）12月24日。お笑いコンビ「ちょんまげラーメン」のメンバー。
- Dream Ami - 1988年（昭和63年）5月11日生まれ。歌手（元E-girlsのメンバー）、ダンサー。
- 下平匠 - 1988年（昭和63年）10月6日生まれ。プロサッカー選手（元Jリーグ所属）。
- 渡部優衣 - 1988年（昭和63年）12月4日生まれ。声優。箕面声優大使。
- 山田健人 - 1988年（昭和63年）12月22日生まれ。お笑いコンビラニーノーズのメンバー。

#### 平成生まれ
- 松田翔太 - 1990年（平成2年）5月17日、箕面市生まれ、箕面市および石川県金沢市育ち。元プロ野球選手（元NPB所属）。【転出】高校進学時に転居。
- 平峰一貴 - 1992年（平成4年）1月7日生まれ[25]。レーシングドライバー。
- 穴田真規 - 1993年（平成5年）2月1日生まれ。元プロ野球選手（元NPB所属）。箕面白球大使。
- 菅田将暉 - 1993年（平成5年）2月21日生まれ。俳優、歌手。
- 亀川諒史 - 1993年（平成5年）5月28日、箕面市生まれ、箕面市および山梨県北杜市育ち。プロサッカー選手（Jリーグ所属）。【転出】高校進学時に転居。
- 田尻健 - 1993年（平成5年）6月11日生まれ。プロサッカー選手（Jリーグ所属）。
- 島田玲奈 - 1993年（平成5年）8月5日生まれ。元アイドル。元NMB48のメンバー。
- 中島美央 - 1993年（平成5年）11月23日、宮崎県生まれ、箕面市育ち。歌手（E-girlsのメンバー）、ダンサー。
- 千田翔太 - 1994年（平成6年）4月10日生まれ。将棋棋士。
- TAKUYA - 1995年（平成7年）2月3日生まれ。（元Qyotoのメンバー）ベーシスト。
- 黒田大夢 - 1996年（平成8年）11月26日生まれ。ミュージカル俳優。
- 林大地 - 1997年（平成9年）5月23日。プロサッカー選手（Jリーグ所属）。
- 志賀勇也 - 1998年（平成10年）2月27日生まれ。プロBMXライダー。プロBMXパフォーマー。箕面BMX大使。
- 湯澤花梨 - 1998年（平成10年）3月25日生まれ。吉本新喜劇座員
- 菅生新樹 - 1999年（平成11年）8月26日生まれ。俳優、モデル。
- 福田翔大 - 2000年（平成12年）11月28日生まれ。陸上競技選手（ハンマー投）

#### 生年不詳
- 坂本剛（さかもと ごう） - 生年未確認もしくは非公開[* 1]。俳優（劇団四季所属）。箕面ミュージカル大使。[26]
- 奥野由紀子 - 生年月日非公表。フルート奏者[27]。

### 箕面市特命大使
箕面市にゆかりのある個人や団体に箕面市のPRを積極的に行ってもらうことを目的として、2010年（平成22年）4月に創設された制度に基づき、以下の人物・団体が任命されている。
地域出身者
- JAY'ED - 箕面R&B大使（2010年7月30日 - ）
- 中野サユリ - 箕面歌姫大使（2010年7月30日 - ）
- 穴田真規 - 箕面白球大使（2010年11月17日 - ）
- 廣田遥 - 箕面トランポリン大使（2011年2月9日 - ）
- 音楽デュオ「Sky」 - 箕面姉妹デュオ大使（2011年12月1日 - ）
- 坂本剛 - 箕面ミュージカル大使（2015年11月24日 - ）
- 渡部優衣 - 箕面声優大使（2016年11月15日 - ）
- 北川たつや（北川達也。LuckDuckのメンバー） - 箕面J-POP大使（2017年9月28日 - ）
- 志賀勇也 - 箕面BMX大使（2019年11月28日 - ）

地域出身者以外
- 劇団「すずしろ」 - 箕面シニア演劇大使（2010年4月25日 - ）。国内外で活躍する箕面発のシニア劇団。
- 2代目 桂ざこば - 箕面文化大使（2010年7月30日 - ）。一門会など落語公演を箕面市で多数開催。
- ロックバンド「セーリング」 - 箕面歌謡ロック大使（2010年7月30日 - ）。箕面市で地域密着ライブを多数開催。
- 末成映薫 - 箕面きたかぜゆめ大使（2010年8月29日 - ）。毎年箕面市の子供たちとキッズシアターを公演。
- 中田勝平 - 箕面和太鼓大使（2011年3月11日 - ）。「北芝解放太鼓保存会 鼓吹」からプロ太鼓チーム「DRUM TAO」に入団。
- PRESENCE OF MIND - 箕面の森の守りびと大使（2011年7月30日 - ）。「箕面の森の音楽会」テーマ曲を作成。
- 智内威雄 - 箕面左手のピアニスト大使（2012年6月9日 - ）。「左手のアーカイブプロジェクト」で貴重な音楽作品を発掘・復興。

## 特記事項

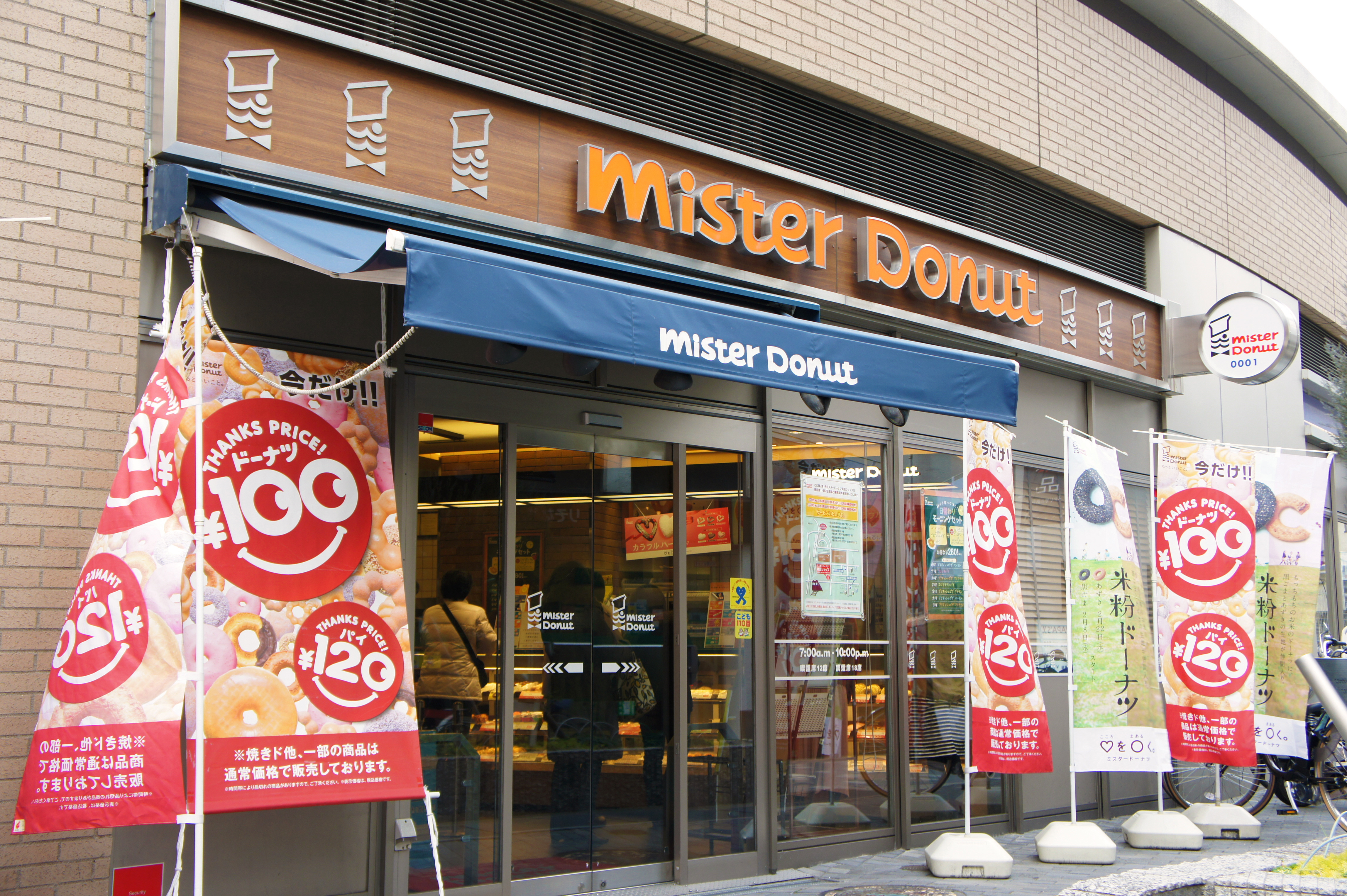
ミスタードーナツ箕面ショップ
（ショップNo.0001）

- 箕面駅の付近にはミスタードーナツ1号店が立地しており、看板などに示された「0001」の数字や店内のプレートが日本1号店であることを示している。1971年にダイエー箕面店の敷地内で店舗を開業した[29]が、2001年にはダイエー箕面店の閉店と跡地の再開発に伴い、1号店の店舗も解体された。閉店の際には周辺住民から1号店の復活を望む嘆願を多数寄せられたミスタードーナツ本部が復活を約束し、2004年からは跡地に建設されたマンションの1階で約束通りに営業を再開している[30]。
- 同市小野原にあるケンタッキーフライドチキン小野原店は、2015年にららぽーとEXPOCITY店（吹田市）が開店する[31]までは、日本のKFC店舗において唯一フライドチキンの食べ放題を実施している店舗であった。(2022年3月31日をもって食べ放題終了。[32])
- 箕面市にある平尾鉱山で2012年に発見された鉱物には、市名にちなんで箕面石 (Minohlite) という名称が付けられている。産地の平尾鉱山では、2006年により大きな行政区画である大阪府にちなんだ大阪石 (Osakaite) が発見されている。
- 冒頭で述べたように、当市では「箕面」の公式ローマ字表記を「Minoh」としている。これは、「Minoo」だと外国人（特に英語圏）に「ミヌー」と誤読される可能性があるためである[33]。しかし、市内にある道路標識や施設の看板、駅名標などでは「箕面」のローマ字表記として「Minoh」、「Minoo」、「Mino」、「Minō」、「Mino-o」の5種類が混在して使用されており、表記の揺れが大きい[34]。なお、阪急電鉄箕面駅は「Mino-o」から「Minoh」に変更している。

### 市民活動
- かやの中央地区の公益公共施設市民活動センターがNPO法人市民活動フォーラムみのおを指定管理者として運営されている。
- 中心市街地における市街地の整備改善及び商業等の活性化の一体的推進に関する法律を活用し、箕面駅、牧落駅、桜井駅を結んだ中心市街地活性化事業として「箕面文化・交流センター」が、箕面駅駅前再開発ビルみのおサンプラザを改装し、箕面都市開発を指定管理者として2007年1月に開業した。これは箕面市とタウンマネージメント機関である箕面わいわい、箕面都市開発、商工会議所、箕面市文化振興事業団、市民活動フォーラムみのおを中心とするシンジケートによるもので、郷土資料館機能、市民活動スペース機能、市民ギャラリー機能、イベントスペース機能、子育て支援センター、SOHO、起業家のインキュベーションスペース、大学のサテライトキャンパス、人工透析センター、クリニック、フィットネススタジオの機能を合わせた活気ある集客施設を目指している。
- 北芝地区でNPO法人暮らしづくりネットワーク北芝による地域通貨事業「芝楽」が展開されている。